# Autonomia de les illes escoceses

De sud a nord, les illes Òrcades i les Shetland.

Les Hèbrides Exteriors.

L'autonomia de les illes escoceses es refereix al règim político-administratiu vigent als arxipèlags Shetland, Òrcades (en anglès: Orkney) i Hèbrides Exteriors (en anglès: Outer Hebrides o Western Isles, i oficialment i en gaèlic: Na h-Eileanan Siar), pertanyents tots a Escòcia.
Actualment, les illes Òrcades i les Shetland constitueixen un sol districte electoral per al Parlament del Regne Unit, i les Hèbrides Exteriors, un altre. En canvi, per al Parlament escocès, cada arxipèlag és un districte electoral diferent.

## Llengües

Distribució dels parlants de gaèlic a Escòcia (2011).

Des del punt de vista etnolingüístic, es tracta de dos àmbits molt diferents; de fet, pols oposats. Les illes Hèbrides Exteriors són un dels pocs territoris escocesos on encara es parla gaèlic escocès i l'únic on és majoritari, mentre que a les illes Òrcades i Shetland s'hi parlava norn fins al segle xviii, i ara són territoris monolingües en scots, que actualment comença a ser substituït per l'anglès. Les Hèbrides Exteriors són l'únic comtat escocès que es diu pel seu nom en gaèlic, Na h-Eileanan Siar. A més, la condició d'escocesos dels dos arxipèlags més septentrionals és relativa, si es compara amb la resta del país, donat que van formar part de Noruega durant cinc-cents anys, i això es reflecteix ostentosament en les seves ensenyes, basades en la creu nòrdica.

## Estatut polític
El conjunt de les illes Òrcades i Shetland, d'una banda, i les Hèbrides Exteriors, de l'altra, constitueixen sengles circumscripcions electorals al Parlament del Regne Unit que es troben protegides per llei, és a dir, que els seus límits no poden ser alterats, ni es poden ajuntar amb cap altre territori fora de les illes mateixes. Aquest estatut només el comparteixen amb l'illa de Wight, a Anglaterra, que té dos representants garantits. Abans del 2011, aquest privilegi només el tenia la circumscripció de les Òrcades i les Shetland.
Tanmateix, per al Parlament escocès, cada un dels tres arxipèlags és un districte electoral diferent.
Els tres consells insulars, Shetland Islands Council, de 22 membres, Orkney Islands Council, 21, i Comhairle nan Eilean Siar, 31 (tots independents), creats el 1975, tenen competències en medi ambient, carreteres, treball social, desenvolupament, construcció, comerç, habitatge, residus, ensenyament, cementiris, ports, etc. També poden recaptar impostos propis. El servei de bombers està consorciat amb la regió escocesa de les Highlands.
Els consellers s'elegeixen per períodes de cinc anys, i la propera convocatòria electoral toca el 2017. Des del 1975, el sistema electoral fou majoritari amb un representant per circumscripció, però des del 2007 s'aplica un sistema proporcional amb circumscripcions on s'elegeix tres o quatre consellers.

## Història
Les illes Hèbrides sempre han pertangut a Escòcia, mentre que les Orkney i les Shetland foren annexades al regne de Noruega el segle x, i amb el temps van passar a integrar-se al regne de Dinamarca.
El 1468 les Òrcades serviren de penyora al rei Cristià I de Dinamarca, per garantir el dot de la seva filla Margarida, promesa amb el rei Jaume III d'Escòcia. L'any següent, empeyorà també les Shetland. Tot, aparentment, sense coneixement del Parlament norueg. Malgrat una clàusula que preveia la possibilitat que un futur rei de Noruega pogués rescatar les illes pagant en or o en plata, com que els diners no es van pagar mai, la unió dels dos arxipèlags amb Escòcia esdevingué definitiva. Durant els segles XVII i XVIII es van fer diversos intents de recuperar les illes, però sense èxit.

### Unió amb Anglaterra
Finalment, amb l'Acta d'Unió (1707), totes les illes van quedar unides al Regne Unit com tota la resta d'Escòcia.
El 1975, el govern britànic instituí els consells dels tres arxipèlags, amb un cert grau d'autonomia.

### Procés nacional escocès

Bandera de les Hèbrides Exteriors.

Bandera de les Òrcades.

Bandera de les Shetland.

Al primer referèndum sobre l'autonomia d'Escòcia, el 1979, les illes Òrcades i Shetland foren els dos districtes més contraris a la devolució de l'autonomia, mentre que les Hèbrides Exteriors en foren precisament el districte més favorable. Tot i així, el Partit Nacional Escocès ha renunciat a competir amb el moviment nacionalista dels dos arxipèlags septentrionals.
Al segon referèndum, el 1997, amb dues preguntes, tots tres arxipèlags votaren que sí a la primera sobre la institució d'un Parlament Escocès, mentre que a la segona, sobre si aquest Parlament havia de tenir poders financers, Orkney votà que 'no', a Shetland guanyà el 'sí' justet i les Hèbrides Exteriors foren el districte més decididament favorable de tot Escòcia.
S'ha proposat fer un referèndum a cada arxipèlag el 25 de setembre del 2014, just una setmana després del referèndum escocès. El març del 2014, el Parlament Escocès publicà la iniciativa del referèndum. Es proposaria a l'electorat tres opcions: que cada arxipèlag esdevingui un país independent, que romangui unit a Escòcia o (si Escòcia s'hagués decidit per ser independent) que romangui dins del Regne Unit.
La tercera opció vindria de la promesa que feu el 2012 un portaveu del Partit Nacional Escocès que, en la hipòtesi d'una Escòcia independent, tant les Òrcades com les Shetland podrien quedar-se al Regne Unit si la seva voluntat d'autodeterminació fos prou forta. En canvi, ningú no dubta de la voluntat de les Hèbrides Exteriors de seguir unides a Escòcia. Polítics de tots tres arxipèlags han parlat del referèndum escocès com l'esdeveniment polític més important de la seva història "des de l'estrena dels consells insulars el 1975". Angus Campbell, líder de les Hèbrides Exteriors, ha dit que el debat constitucional en curs "ofereix l'oportunitat als tres consells insulars d'augmentar les seves competències perquè les nostres comunitats puguin prendre decisions que beneficiaran l'economia i la vida dels habitants de les illes".
El 2013, una enquesta d'opinió donà només un 8% de Shetland i Orkney a favor de la independència total, tant d'Escòcia com del Regne Unit, amb el 82% en contra.
En una reunió dels tres consells insulars el març del 2013, es discutí el seu futur per al cas d'una eventual independència d'Escòcia, inclosa la possibilitat de demanar una major autonomia dins d'Escòcia o del Regne Unit, segons el cas. Una de les possibilitats estudiades fou demanar que els arxipèlags puguin esdevenir sengles dependències de la Corona, com ho són l'illa de Man, Jersey o Guernsey, amb un règim d'autogovern a semblança del que gaudeixen les illes Feroe dins el regne de Dinamarca, i això també dins d'Escòcia o del Regne Unit.
Steven Heddle, cap del Consell de les illes Òrcades, creu que la pretensió de ser una Dependència de la Corona seria la pitjor opció possible, perquè deixaria les illes fora de la Unió Europea i això tindria conseqüències negatives per a l'agricultura local. En canvi, Alasdair Allan, diputat al Parlament Escocès per les Hèbrides Exteriors, pensa que la independència d'Escòcia podria tenir un impacte positiu a les illes, ja que "els pagesos poden esperar un increment substancial en els fons que reben de la Política Agrícola Comuna per al desenvolupament agrícola i rural si Escòcia fos un estat independent membre de la Unió Europea".

### Declaració de Lerwick
L'autonomia de les illes escoceses ha de rebre un reforçament a partir de la "Declaració de Lerwick", formulada pel primer ministre d'Escòcia, Alex Salmond, el 25 de juliol del 2013 a Lerwick, sobre la creació d'una comissió que ha d'estudiar l'encaix constitucional dels tres arxipèlags escocesos (Shetland, Òrcades i Hèbrides Exteriors) i descentralitzar-ne l'administració.
La declaració fou una resposta a la campanya Our Islands - Our Future ("Les nostres illes. El nostre futur") del juny del 2013, amb la que els tres consells insulars (Shetland Islands Council, Orkney Islands Council i Comhairle nan Eilean Siar) demanaven una major autonomia per a les illes respectives. La campanya pretenia cridar l'atenció sobre aquesta reivindicació durant les discussions pel referèndum sobre la independència d'Escòcia de 2014, tot i que mantenint-se neutral respecte de la possible independència d'Escòcia. De fet, el 'no' a la independència guanyà a totes les illes, molt majoritàriament a les Shetland i a les Orkney, i pels pèls a les Hèbrides Exteriors.